# 5-甲基胞苷
5-甲基胞苷（英語：5-Methylcytidine）是一种核苷，由5-甲基胞嘧啶与核糖组成，在动植物与细菌的RNA中都有发现。